# Catedral de Derby
La catedral de Todos los Santos (como se diría su traducción literal de su original nombre en inglés), conocida como la catedral de Derby en Reino Unido, es una iglesia catedral de la ciudad de Derby, Inglaterra, Reino Unido. Es la sede del obispado de Derby desde 1927, y con una superficie de unos 10.950 metros cuadrados es la más pequeña catedral anglicana de Inglaterra.
En su interior reposan los restos de la reconocida constructora de tres grandes obras de la época isabelina: Chatsworth, Hardwick Hall y Oldcotes, Bess de Hardwick  y el físico y químico inglés Henry Cavendish.